# Аріперт II
Аріперт II (†712) — герцог Турина, син короля Рагінперта, король лангобардів (702—712), представник Баварського дому. Після смерті батька змістив короля Лютперта та його регента Анспранда. Дав наказ убити Лютперта, Анспранд утік за межі Італії.

## Правління
Під час його правління у 703 Фароальд II, герцог Сполетський, напав на Равеннський екзархат, проте Аріперт не надав йому допомогу, оскільки хотів підтримувати добрі стосунки з папською державою та Візантією. Підтримував дружні стосунки з папою Римським Іваном VI, будуючи дороги в Альпах, що вели до Риму.
У 711 Анспранд повернувся на чолі великого війська, яке йому надав герцог Баварський Теудеберт. Багато жителів східної Італії підтримали його, взявши участь у битві біля Павії. Аріперт утік зі столиці, захопивши цінності, та прямував до Галлії, проте втопився у річці Тічино. Анспранд коронувався королем лангобардів.